# Иш-Шалом, Мордехай
Мордехай Иш-Шалом (2 января 1901, Литва — 21 февраля 1991, Израиль) — израильский политик и профсоюзный лидер, мэр Западного Иерусалима в 1959—1965 годах.

## Биография
Мордехай Иш-Шалом родился в 1902 году в Российской Империи на территории нынешней Литвы. Он иммигрировал в подмандатную Палестину в 1923 году. Свою трудовую карьеру начал в 1935 году в Союзе каменотесов. Затем, он поднялся по карьерной лестнице в израильском профсоюзе — Гистадруте.
1 ноября 1959 года он вступил в должность мэра Иерусалима, и покинул эту должность 29 ноября 1965 года.
В 1964 году Мордехай создал междисциплинарную профессиональную команду для планирования модернизации Иерусалима.
В 1970-х годах он сыграл важную роль в развитии высотного жилого комплекса «Кирьят Вольфсон» в западной части Иерусалима.
Мордехай Иш-Шалом скончался 21 февраля 1991 года в Иерусалиме.